# National Multiple Sclerosis Society
National Multiple Sclerosis Society (česky: Národní společnost pro roztroušenou sklerózu) je americká nezisková organizace, jejíž síť poboček po celých Spojených státech podporuje výzkum, vzdělávání a informovanost o roztroušené skleróze (RS). Kromě toho organizuje celou řadu programů, včetně podpory pro nově diagnostikované a již diagnostikované pacienty s RS.
Založena byla v roce 1946 a za pomoci rozsáhlého výzkumu podporuje hledání příčiny a léčby nemoci.